# Lophoptera squamigera
Lophoptera squamigera là một loài bướm đêm trong họ Noctuidae.